# Ismael Benegas
Ismael Benegas Arévalos (Asunción, 1º agosto 1987) è un calciatore paraguaiano, difensore del Sol de América.

## Carriera

### Club
Dopo aver giocato nel Libertad, nel 2011 si trasferisce al Rubio Ñu.

### Nazionale
Nel 2011 debutta con la nazionale paraguaiana.

## Palmarès
- Campionato paraguaiano: 7

Libertad: 2007, 2008 (A), 2008 (C), 2010 (C), 2012 (C), 2014 (A), 2014 (C)